# تشارلز تيلمان
تشارلز تيلمان (بالإنجليزية: Charles Tillman)‏ هو لاعب كرة قدم أمريكية أمريكي، ولد في 23 فبراير 1981 في شيكاغو في الولايات المتحدة.

## وصلات خارجية
- تشارلز تيلمان على موقع مرجع كرة القدم المحترفة.كوم (الإنجليزية)
- تشارلز تيلمان على موقع IMDb (الإنجليزية)